# Podgornyj
Podgornyj – osiedle typu miejskiego w Rosji, w Kraju Krasnojarskim. W 2010 roku liczyło 6760 mieszkańców.